# Beast from the East
Beast from the East (рус. Зверь с востока) — первый концертный альбом американской хэви-метал группы Dokken записанный в Японии в апреле 1988 года. Выступления были записаны в рамках тура в поддержку альбома Back for the Attack. Альбом был выпущен 16 ноября 1988 года. На данной работе представлены самые популярные песни группы с 4 предыдущих альбомов в «живом» исполнении и оригинальная песня «Walk Away», которая была выпущена как сингл. На песню был снят видеоклип, в котором группа выступает в горах Санта-Моники с видами на каньон Топанга и Тихий океан. В 1990 году альбом был номинирован на премию Грэмми за лучшее метал-исполнение, но проиграл песне «One» от Metallica.

## Об альбоме
К 1988 году Dokken выпустили 4 альбома, из которых 3 стали платиновыми. Группа разогревала Aerosmith, Judas Priest и другие известные команды. Позднее группа возьмёт участие в фестивале Monsters of Rock вместе с Metallica, Scorpions, Kingdom Come и Van Halen. В начале 1987 года группа также записала песню Dream Warriors, которая вошла в саундтрек фильма Кошмар на улице Вязов 3: Воины сна. До фестиваля Dokken отправились в Японию, чтобы отыграть там несколько шоу в поддержку альбома Back for the Attack. Впоследствии группа решила записать выступления и выпустить как свой первый концертный альбом под названием «Beast from the East», записав в студии новую композицию «Walk Away». Хоть «Beast from the East» не стал таким успешным как прошлая работа коллектива, он попал в Bilboard Top-40 и был продан тиражом более 500 тысяч копий. В 1990 альбом номинировали на Грэмми в категории «лучшее метал-исполнение». Вскоре после записи пластинки группа распалась из-за разногласий между вокалистом Доном Доккеном и гитаристом Джоджем Линчем. «Beast from the East» стал последним альбомом Dokken, который получил сертификат RIAA.

## Список композиций

### CD (US)
- 1 — «Unchain the Night (рус. Освободи ночь)»
- 2 — «Tooth and Nail (рус. Изо всех сил)»
- 3 — «Dream Warriors (рус. Войны сна)»
- 4 — «Kiss of Death (рус. Поцелуй смерти)»
- 5 — «When Heaven Comes Down (рус. Когда рай падает)»
- 6 — «Into the Fire (рус. В огонь)»
- 7 — «Mr. Scary (рус. Мр. Страшила)»
- 8 — «Heaven Sent (рус. Послание с небес)»
- 9 — «It’s Not Love (рус. Это не любовь)»
- 10 — «Alone Again (рус. Снова один)»
- 11 — «Just Got Lucky (рус. Просто повезло)»
- 12 — «Breaking the Chains (рус. Разламываю цепи)»
- 13 — «In My Dreams (рус. В моих снах)»
- 14 — «Walk Away (рус. Уходи)»

### VHS и LP (JP)

#### Стороны 1-2
- 1 — «Unchain the Night (рус. Освободи ночь)»
- 2 — «Tooth and Nail (рус. Изо всех сил)»
- 3 — «Standing in the Shadows (рус. Оставаясь в тени)»
- 4 — «Sleeplees Night (рус. Бессоная ночь)»
- 5 — «Dream Warriors (рус. Войны сна)»
- 6 — «Kiss of Death (рус. Поцелуй смерти)»
- 7 — «When Heaven Comes Down (рус. Когда рай падает)»
- 8 — «Into the Fire (рус. В огонь)»
- 9 — «Mr. Scary (рус. Мр. Страшила)»

#### Стороны 3-4
- 1 — «Heaven Sent (рус. Послание с небес)»
- 2 — «It’s Not Love (рус. Это не любовь)»
- 3 — «Alone Again (рус. Снова один)»
- 4 — «Just Got Lucky (рус. Просто повезло)»
- 5 — «Breaking the Chains (рус. Разламываю цепи)»
- 6 — «In My Dreams (рус. В моих снах)»
- 7 — «Turn on the Action (рус. Включите действий)»
- 8 — «Walk Away (рус. Уходи)»

## Участники записи
- Дон Доккен — основной вокал
- Джордж Линч — гитара
- Мик Браун — ударные, бэк-вокал
- Джефф Пилсон — бас, бэк-вокал

## Позиции в чартах

### Альбом
| Чарт (1988)                | Высшая позиция |
| -------------------------- | -------------- |
| США (Billboard 200)        | 33             |
| Швеция (Sverigetopplistan) | 47             |
| Япония (Oricon)            | 27             |

### Сингл(ы)
«Walk Away»
| Чарт (1988)                            | Высшая позиция |
| -------------------------------------- | -------------- |
| США (Billboard Mainstream Rock Tracks) | 48             |

## Наследие
«Walk Away» стала одной из самых известных песен группы, а клип на композицию часто показывали по MTV. В 2016 году группа снова приехала в Японию в «классическом составе», чтобы провести несколько концертов. В том же году был выпущен концертный альбом «Return to the East», который является логическим продолжением «Beast from the East». Альбом включал в себя кроме «живого» исполнения хитов группы оригинальную песню «Another Day», которая в 2018 была выпущена как сингл.

## Продажи и номинации
| Регион                                                      | Сертификация | Продажи  |
| ----------------------------------------------------------- | ------------ | -------- |
| США (RIAA)                                                  | Золотой      | 500 000^ |
| ^ Данные о тиражах приведены только на основе сертификации. |              |          |

| Год  | Номинируемая работа | Категория               | Результат |
| ---- | ------------------- | ----------------------- | --------- |
| 1990 | Beast from the East | Лучшее метал-исполнение | Номинация |